# Tom Robitaille
Tom Robitaille, né vers 1936 à Graham, au Texas, est un ancien joueur américain de basket-ball.

## Biographie
Tom Robitaille joua collégialement pour les Rice Owls de 1955 à 1959, où il diriga l'équipe en marquant pendant ses saisons junior et senior. Il était considéré comme le plus grand atout des Owls pendant sa saison senior en raison de sa grande agilité pour sa taille. Il a été sélectionné trois fois dans l'équipe All Southwest Conference (SWC): comme première équipe en 1958 et deuxième équipe en 1957 et 1959. En 1959, il fut sélectionné pour le prix Billy Wohn, qui est présenté annuellement au basketteur Owls qui illustre le mieux les qualités de "basketball, d'érudition et de leadership". Robitaille marqua 1 137 points au cours de sa carrière collégiale, et se classe au 27e rang des meilleurs joueurs de l'histoire du programme. 